# Huachacalla
Huachacalla (aymara (språk): Wachakalla) är en ort i Bolivia.   Den ligger i departementet Oruro, i den sydvästra delen av landet, 300 km väster om huvudstaden Sucre. Huachacalla ligger 3 753 meter över havet och antalet invånare är 1 003.
Terrängen runt Huachacalla är varierad. Trakten runt Huachacalla är nära nog obefolkad, med mindre än två invånare per kvadratkilometer.. Det finns inga andra samhällen i närheten. 
Omgivningarna runt Huachacalla är i huvudsak ett öppet busklandskap.